# Non più i cadaveri dei soldati (Un omaggio a Fabrizio De André)
Non più i cadaveri dei soldati (Un omaggio a Fabrizio De André) è un album raccolta di cover, distribuito in allegato alla rivista Mucchio Extra, a cui hanno partecipato nomi più o meno noti della musica italiana, dedicato a Fabrizio De André.

## Tracce
1. La canzone di Marinella (Afterhours)
2. La guerra di Piero (Il Parto delle Nuvole Pesanti)
3. Andrea (Rosaluna)
4. La ballata degli impiccati (Cesare Basile)
5. La collina (Spirogi Circus)
6. Sidun (Fiamma)
7. Un giudice (Bandabardò)
8. Nell'acqua della chiara fontana (Gatto Ciliegia contro il Grande Freddo con Tommaso Cerasuolo)
9. Canzone per l'estate (Mercanti di Liquore)
10. Ho visto Nina volare (Marco Parente)
11. Ave Maria (Lalli)
12. Creuza de mä (Yo Yo Mundi)
13. Giovanna d'Arco (Gang)
14. Via del Campo (Claudio Lolli)
15. Amore che vieni amore che vai (Têtes de bois)
16. Coda di lupo (Chichimeca)
17. Monti di Mola (Mariposa)
18. Rimini (live) (Massimo Bubola)